# Meligethes flavimanus
Meligethes flavimanus är en skalbaggsart som beskrevs av Stephens 1830. Meligethes flavimanus ingår i släktet Meligethes, och familjen glansbaggar. Arten är reproducerande i Sverige.